# Multiverse (luta profissional)
Multiverse é um evento de luta profissional promovido pela promoção norte-americana Impact Wrestling como parte da WrestleCon, que é realizada durante o fim de semana e na mesma cidade ou nas proximidades da WrestleMania - o principal evento da WWE - que é considerado o maior evento de luta livre do ano.

## História
O nome "Multiverse" deriva do Impact, trazendo talentos ou co-produzindo o show com promoções parceiras, como New Japan Pro-Wrestling (NJPW), National Wrestling Alliance (NWA), Ring of Honor (ROH), Game Changer Wrestling (GCW) e Lucha Libre AAA Worldwide (AAA) do México. O evento inaugural do Multiverse ocorreu em 1º de abril de 2022, no Fairmount Hotel, em Dallas, Texas.

## Eventos
| # | Evento                | Data                 | Cidade                  | Local           | Evento principal                                                                                      | Ref.        |
| - | --------------------- | -------------------- | ----------------------- | --------------- | --- | ----------- |
| 1 | Multiverse of Matches | 1º de abril de 2022  | Dallas, Texas           | Fairmount Hotel | The Briscoe Brothers (Jay Briscoe e Mark Briscoe) vs. The Good Brothers (Doc Gallows e Karl Anderson) | [ 2 ]       |
| 2 | Multiverse United     | 30 de março de 2023  | Los Angeles, California | Globe Theater   | Hiroshi Tanahashi vs. Mike Bailey                                                                     | [ 3 ] [ 4 ] |
| 3 | Multiverse United 2   | 20 de agosto de 2023 | Filadélfia, Pensilvânia | TBA             | TBA                                                                                                   | [ 5 ]       |